# Wacław Żdżarski

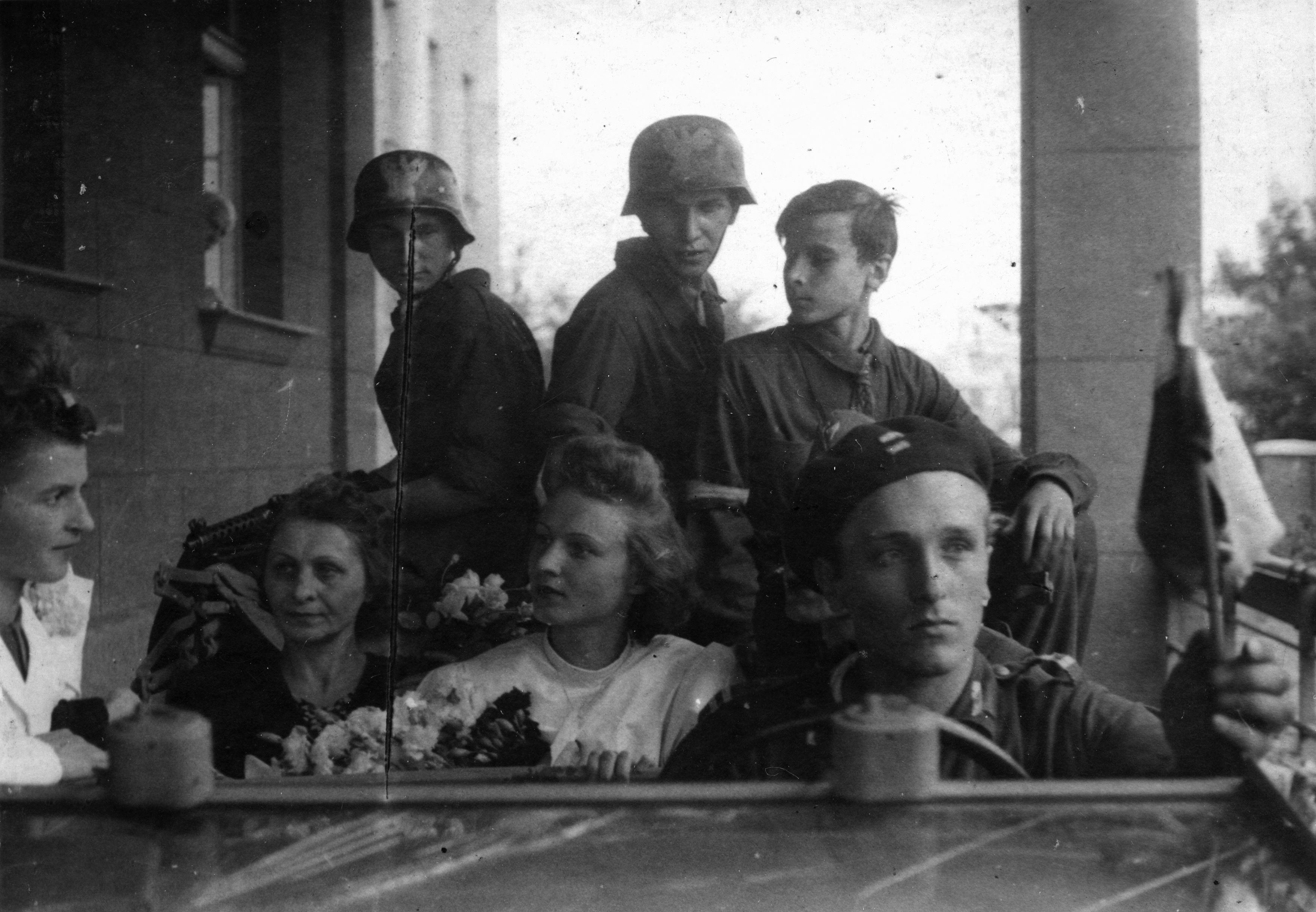
Fotografia Wacława Żdżarskiego: powstańcza młoda para w szpitalu Elżbietanek przy ul. Goszczyńskiego 1 na Mokotowie

Wacław Żdżarski (ur. 10 września 1913, zm. 5 marca 1983) – dziennikarz, historyk, fotograf, krytyk filmowy.
Syn Wacława i Hanny Kanteckiej. Studiował na Wydziale Prawa Uniwersytetu Stefana Batorego w Wilnie (1932–1935), później w Wyższej Szkole Dziennikarskiej w Warszawie (ukończył w 1938 roku) a także w Wyższej Szkole Muzycznej im. F. Chopina (1945–1946).

## Działalność dziennikarska
Działalność dziennikarską rozpoczął pod okiem Melchiora Wańkowicza w Wydawnictwie „Rój” (do 1939 roku), później uczestniczył w kampanii wrześniowej 1939 jako podoficer 44 pułku piechoty z Równego. Był w niewoli sowieckiej, później niemieckiej (Stalag Vib) do listopada 1941 r. W latach okupacji (1941–1944) został szefem szkolenia fotoreporterów VI Oddziału Komendy Głównej AK (BIP) (ps. „Kozłowski”, „Wrzosek”). W powstaniu warszawskim pełnił służbę jako sprawozdawca wojenny VI Oddziału Sztabu Komendy Sił Zbrojnych w Kraju i reporter "Polski Walczącej" i "Biuletynu Informacyjnego".
Po wojnie Wacław Żdżarski był wykładowcą na Wydziale Dziennikarstwa Akademii Nauk Politycznych (1948-1950), stale współpracował z tygodnikiem "Przekrój". Od 1946, do rozwiązania w 1952 roku był sekretarzem redakcji "Kuriera Codziennego", członkiem kolegium redakcyjnego tygodnika "Rzemieślnik". Później pracował w prasie Stowarzyszenia PAX ("Zorza", "WTK", "Życie i Myśl", "Słowo Powszechne") do przejścia na emeryturę w roku 1975. Współpracował przy organizacji miesięcznika "Fotografia", w tygodniku "Świat" prowadził rubrykę "Fotografia na co dzień", członek kolegium miesięcznika "Kinotechnik" i "Rzemieślnika".
Pochowany na cmentarzu Powązki Wojskowe w Warszawie (kwatera B23-5-6).

## Działalność w organizacjach
Był członkiem honorowym Warszawskiego Towarzystwa Fotograficznego (1981). Był współzałożycielem i pierwszym prezesem Klubu Sprawozdawców Filmowych przy Związku Zawodowym Dziennikarzy RP (1948-1950), kierownikiem Biura Prasowego "Filmu Polskiego" (1947-1949), członkiem władz międzynarodowej organizacji krytyków filmowych FIPRESCI (1947-48), współzałożycielem Klubu Fotografii Prasowej przy SDP. Był członkiem Polskiego Towarzystwa Fotograficznego (1948–1961) w którym od 1956 uczestniczył w pracach Zarządu Głównego PTF. Przez wiele lat pełnił funkcję sekretarza generalnego Federacji Stowarzyszeń Fotograficznych w Polsce (1952-1977).

## Działalność twórcza
Do bogatego dorobku życia Wacława Żdżarskiego należy zapisać jego twórczość: wraz z Ryszardem Kiersnowskim napisał sztukę teatralną Panowie w nowych kapeluszach (Komedia w 3 aktach) wystawioną w 1933 w Teatrze im. Stefana Żeromskiego, pozytywnie ocenioną recenzjach Tadeusza Boya-Żeleńskiego.
Do klasycznych już pozycji w dziedzinie fotografii zaliczane są jego książki: Od obiektywu do negatywu (1946), Zasady fotografii (wspólnie z R. Niemczyńskim) (1957), Historia fotografii warszawskiej (1974), Almanach fotoamatora (1974) – współautor Leonard Sempoliński i Jan Sunderland), Fotografujemy Zorką" (1975), Zaczęło się od Daguerre'a (1977).

## Odznaczenia
Za swą działalność wojenną i cywilną otrzymał Krzyż Walecznych (1959), Krzyż Partyzancki (1959), Krzyż Armii Krajowej (1981), Krzyż Kawalerski Orderu Odrodzenia Polski (1976), Złoty Krzyż Zasługi (1969), Medal za Warszawę (1971), Medal XXX-lecia Z.G. Stowarzyszenia Dziennikarzy Polskich (1975), dyplom honorowy Towarzystwa Miłośników Historii w Warszawie i Towarzystwa Przyjaciół Warszawy (1975), był laureatem nagrody Wydziału Kultury i Sztuki Urzędu m. St. Warszawy (1978), Zasłużony Działacz Kultury (1967).
Za działalność fotograficzną otrzymał tytuły Artiste FIAP (AFIAP) w 1960 i Excellence for Services Rendered FIAP (ESFIAP) w 1972, przyznane przez Międzynarodową Federacją Sztuki Fotograficznej FIAP.

## Rodzina
Wacław Żdżarski mieszkał w Milanówku, przy ulicy Podgórnej 38 wraz z żoną Sabiną (również aktywną w BIP KG AK, ranną w Powstaniu Warszawskim) i synami Zbigniewem (obecnie inżynier) i Janem (dziennikarz). W Milanówku działał w PTTK, ZBoWiD, a w historii towarzyskiej miasta zapisał się także jako brydżysta.